# Resolució 804 del Consell de Seguretat de les Nacions Unides
La Resolució 804 del Consell de Seguretat de les Nacions Unides, fou adoptada per unanimitat el 29 de gener de 1993, després de reafirmar les resolucions 696 (1991), 747 (1992), 785 (1992) i la 793 (1992), i expressant la seva preocupació per la manca d'aplicació dels "Acordos de Paz para Angola", el Consell va aprovar una recomanació del Secretari General Boutros Boutros-Ghali de prorrogar el mandat de la Segona Missió de Verificació de les Nacions Unides a Angola (UNAVEM II) durant tres mesos més fins al 30 d'abril de 1993.
La resolució va condemnar la violació dels "Acordos de Paz para Angola", inclosa la represa de les hostilitats durant la Guerra dels 55 dies, el rebuig inicial per part d'UNITA dels resultats electorals, la seva retirada de la noves forces armades angoleses i la seva presa per força de capitals de província i municipis. Va exigir que cessessin totes les parts, tornessin a les negociacions i acceptessin la plena implementació de l'acord de pau. El Consell també va donar suport als esforços del Secretari General Boutros Boutros-Ghali i del Representant Especial per continuar els seus esforços a aquest respecte. Va ser la primera vegada que les resolucions sobre Angola havien criticat UNITA.
La resolució va tenir en compte l'efecte dels Estats membres sobre el procés de pau. Els va instar a proporcionar assistència econòmica i tècnica al Govern d'Angola i donar suport a la implementació dels acords de pau i evitar qualsevol interferència directa o indirecta de forces militars o paramilitars. El Consell de Seguretat també va condemnar les violacions del dret internacional humanitari, la presa de segrestos estrangers i els atacs contra la UNAVEM II, exigint que el govern d'Angola garanteixi la seva seguretat.
La resolució 804 va concloure desplegant la UNAVEM II principalment a la capital Luanda, en part a causa de les demandes de les nacions africanes per a una major presència de les Nacions Unides, demanant al Secretari General que revisi els desenvolupaments i informi al Consell abans del 30 d'abril de 1993.